# Erioptera lucerna
Erioptera lucerna là một loài ruồi trong họ Limoniidae. Chúng phân bố ở miền Australasia.